# L'Ours rouge
Pour plus de détails, voir Fiche technique et Distribution.
L'Ours rouge (Un oso rojo) est un film argentin réalisé par Israel Adrián Caetano et sorti en 2002.

## Synopsis
Après sept ans de prison pour meurtre et vol à main armée, Oso bénéficie d'une libération conditionnelle. Pendant cette longue période, sa femme Natalia (et leur fille Alicia) a refait sa vie avec Sergio, un " paumé " ne pensant qu'à jouer aux courses. Bien que n'ayant aucun revenu, le jeu fini par considérablement l'endetter ainsi que ceux qui l'entourent.

Toujours amoureux, Oso espère bien reconquérir sa famille. Mais pour cela, maladresse et violence doivent être absolument canalisées.

Un beau jour, une connaissance dénommée El Turco tente un " nouveau " coup. De ce fait, il pense à Oso pour son projet. Très vite ce dernier sait que c'est l'unique solution pour assurer l'avenir de sa fille et de sa femme. Mais redevenir hors la loi sera le prix à payer.

## Fiche technique
- Titre : L'Ours rouge
- Titre original : Un oso rojo
- Réalisation : Israel Adrián Caetano
- Scénario : I. Adrián Caetano et Graciela Speranza, d'après une histoire de Romina Lanfranchini
- Photographie : Jorge Guillermo Behnisch - Couleur
- Montage : Santiago Ricci
- Musique : Mariano Barrella, Diego Grimblat
- Production : Lita Stantić, Matías Mosteirín
- Pays d'origine :  Argentine
- Durée : 95 minutes
- Genre : Drame, Film policier
- Dates de sortie : 
  -  France : 23 mai 2002 au Festival de Cannes
  -  Argentine : 3 octobre 2002
  - France (salles) : 26 février 2003

## Distribution
- Julio Chávez : Oso
- Soledad Villamil : Natalia
- Luis Machín : Sergio
- Agostina Lage : Alicia
- Enrique Liporace : Güemes
- René Lavand : Turco